# Klassiek Duinkerke-GP van de Hauts-de-France
De Klassiek Duinkerke-GP van de Hauts-de-France (Frans: Classique Dunkerque Grand prix des Hauts-de-France) is een eendaagse wielerwedstrijd die bij de mannen in 2025 voor het eerst werd verreden.

## Geschiedenis
In 2024 besloten de organisatoren van de Vierdaagse van Duinkerke om de opzet van hun wedstrijd aan te passen, nadat ze hadden vastgesteld dat veel profploegen steeds meer de voorkeur gaven aan eendagswedstrijden teneinde zoveel mogelijk UCI-punten te verzamelen. De Vierdaagse van Duinkerke werd hierop met een dag ingekort – van zes naar vijf dagen –, ter compensatie werd deze eendagswedstrijd in het leven geroepen.